# Albert Theodor Jensen
Albert Theodor Jensen (15. december 1875 i København - 26. februar 1920) var en dansk atlet, kontorist og idrætspioner, medlem af Københavns FF. 
A.Th. Jensen satte to danske rekorder i trespring: 11,10 m i 1897 og 12,15 m året efter på Clubben Cyclistens træbane i Bernstorffsgade. Året efter igen satte han dansk rekord i længdespring med 5,69 m, endvidere blev det også en dansk rekord i kapgang. Han vandt det danske mesterskab 1902 i længdespring med et spring på 5,51 m. 
24. oktober 1892 var A.Th. Jensen og hans bror Jens Kristian Jensen, sammen med 10 andre unge løbs- og gangsports- entusiaster, med til at stifte Københavns Fodsports-Forening, Danmarks første og ældste atletikforening. Foreningen blev senere kendt som Københavns Idræts Forening. Han var foreningens formand 1896-1897 og startede i 1899 KFFs "ungdomsskolen", som efter et halvt år var oppe på 50 elever, han var dets leder frem til 1903.
A.Th. Jensen døde i februar 1920 i Den Spanske Syge.